# Шматко, Дмитрий Сергеевич
Дмитрий Сергеевич Шматко (бел. Дзмітрый Сяргеевіч Шматко; род. 26 июля 1989, Минск) — белорусский футболист, игравший на позиции защитника.

## Клубная карьера
Из минского «Динамо», где он не сыграл ни одного матча за основу, он перешел в «Партизан», где стал основным защитником. После распада «Партизана» в марте 2012 года он подписал контракт с «Неманом», но не прижился в команде и в декабре 2012 года покинул гродненский клуб.
В апреле 2013 года перешел в клуб «Минск-2», где стабильно играл в основном составе. В феврале 2014 года он подписал контракт с «Городеей». По окончании сезона 2014 он покинул «сахарных». В 2015 году после завершения карьеры переехал в Москву и занялся бизнесом.

### Статистика
| Сезон | Дивизион | Клуб     | Страна                    | Матчи | Голы |
| ----- | -------- | -------- | ------------------------- | ----- | ---- |
| 2006  | дубль    | Динамо   | Флаг Беларуси (1995—2012) | 1     | 0    |
| 2007  | дубль    | Динамо   | Флаг Беларуси (1995—2012) | 15    | 0    |
| 2008  | дубль    | Динамо   | Флаг Беларуси (1995—2012) | 20    | 0    |
| 2009  | дубль    | Динамо   | Флаг Беларуси (1995—2012) | 12    | 1    |
| 2010  | Д1       | Партизан | Флаг Беларуси (1995—2012) | 9     | 0    |
| 2011  | Д2       | Партизан | Флаг Беларуси (1995—2012) | 28    | 3    |
| 2012  | Д1       | Неман    | Флаг Беларуси             | 2     | 0    |
| 2013  | Д2       | Минск-2  | Флаг Беларуси             | 29    | 1    |
| 2014  | Д2       | Городея  | Флаг Беларуси             | 19    | 0    |